# Фурудоно

37°5′21″ пн. ш. 140°33′21″ сх. д. / 37.08917° пн. ш. 140.55583° сх. д.
Фурудо́но (яп. 古殿町, ふるどのまち, МФА: [ɸuɾudono mat͡ɕi̥]) — містечко в Японії, в повіті Ісікава префектури Фукусіма. Станом на 1 жовтня 2008 площа містечка становила 163,47 км². Станом на 1 січня 2009 населення містечка становило 6190 осіб.